# Могиляне
Моги́ляне (болг. Могиляне) — село в Кирджалійській області Болгарії. Входить до складу общини Кирково.

## Населення
За даними перепису населення 2011 року у селі проживали 275 осіб.
Національний склад населення села:
| Національність   | Кількість осіб | Відсоток |
| ---------------- | -------------- | -------- |
| турки            | 220            | 81,8%    |
| болгари          | 46             | 17,1%    |
| цигани           | 0              | 0%       |
| інша             | 0              | 0%       |
| не визначились   | 3              | 1,1%     |
| Всього відповіли | 269            |          |

Розподіл населення за віком у 2011 році:
Динаміка населення: